# Carex barbarae
Carex barbarae là một loài thực vật có hoa trong họ Cói. Loài này được Dewey mô tả khoa học đầu tiên năm 1858.

## Hình ảnh

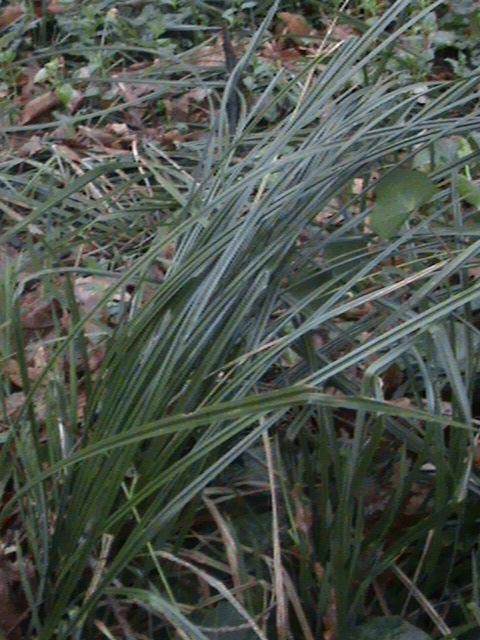
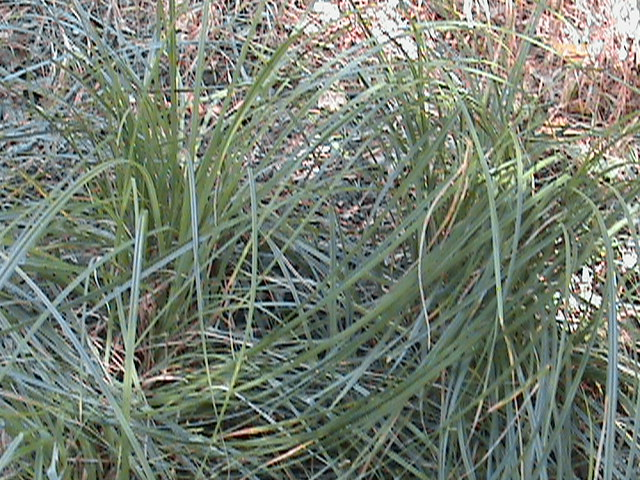
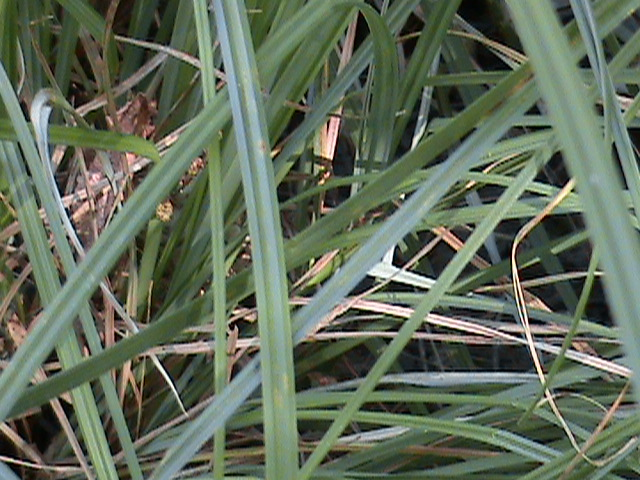
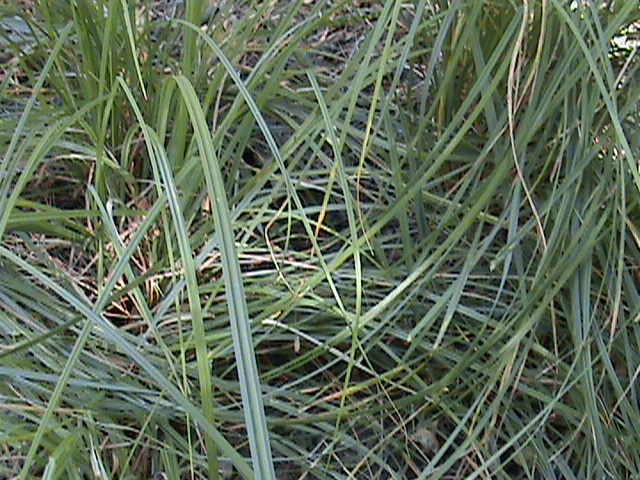